# Sevenoaks Weald
Sevenoaks Weald är en ort och civil parish i grevskapet Kent i sydöstra England. Orten ligger i distriktet Sevenoaks, cirka 4 kilometer söder om Sevenoaks. Tätorten (built-up area) hade 802 invånare vid folkräkningen år 2021.
Byn hette ursprungligen endast Weald.